# فريدريك جوزيف كيلر
فريدريك جوزيف كيلر (بالألمانية: Friedrich Gottlob Keller)‏ هو مخترِع ألماني، ولد في 27 يونيو 1816 في هاينيشن في ألمانيا، وتوفي في 8 نوفمبر 1895 في باد شانداو في ألمانيا.